# Truppenübungsplatz Oberlausitz
Der Truppenübungsplatz Oberlausitz (militärische Kurzform TrÜbPl Oberlausitz, zivil auch TÜP Oberlausitz; bis 1998 Truppenübungsplatz Nochten) ist der einzige noch militärisch genutzte Truppenübungsplatz in Sachsen. Mit einer Größe von 175 km² ist er der fünftgrößte Truppenübungsplatz in Deutschland. Der Übungsplatz ist dem Unterstützungskommando der Bundeswehr unterstellt und gehört zum „Bereich Truppenübungsplatzkommandantur OST“.

## Geographie

### Lage und Ausdehnung
Der Truppenübungsplatz liegt in der nördlichen Oberlausitz, etwa 10 Kilometer südlich von Weißwasser und 100 Kilometer nordöstlich der sächsischen Landeshauptstadt Dresden in einem dünn besiedelten Landstreifen. Sein Kerngebiet liegt im Landkreis Görlitz in der Muskauer Heide zwischen 135 und 145 m ü. NN.
Die Nord-Süd-Ausdehnung des Truppenübungsplatzes Oberlausitz beträgt circa 9,5 Kilometer, seine Ost-West-Ausdehnung rund 38 Kilometer. Im östlichen Teil des Truppenübungsplatzes verlaufen die Bundesstraße 115 und die Bahnstrecke Berlin–Görlitz zwischen Weißkeißel im Norden und Rietschen im Süden. Nach Osten erstreckt sich der Truppenübungsplatz bis zu den Krauschwitzer Ortsteilen Sagar, Werdeck und Pechern nahe der deutsch-polnischen Grenze. Im Westen reicht er, von der Bundesstraße 156 und dem Tagebau Nochten unterbrochen, bis zur Bahnstrecke Spremberg–Hoyerswerda in der Neustädter Heide. Ihren namensgebenden Ort Neustadt im Landkreis Bautzen umschließt der Truppenübungsplatz im Süden und Westen. Ebenfalls westlich des Tagebaus liegen die Spreestraße (Kreisstraße 8481) und die Spree.

### Klima
Klimatisch gehört der TrÜbPl zum östlichen Teil des Binnenlandklimas mit deutlich spürbarem Kontinentaleinfluss. Heiße trockene Sommer und kalte Winter sind typisch. Die Jahrestemperaturschwankung beträgt 19 °C.

## Geschichte
Südlich von Nochten wurde 1945 durch die Rote Armee ein Panzerschießplatz und ein Truppenlager errichtet. Die Anlage wurde in den fünfziger Jahren durch die Kasernierte Volkspolizei und 1956 durch die Nationale Volksarmee übernommen.
Das Übungsgelände wurde immer wieder vergrößert. Die ostwärtige Ausdehnung wurde unter anderem durch den geplanten Bau des Großkraftwerks Boxberg und den Aufschluss des Tagebaus Nochten vorangetrieben.
Südlich von Weißkeißel wurden Kasernen bei Haide (Lager Haide) errichtet. Der nördlich von Rietschen gelegene Ort Tränke wurde 1962 zugunsten des Truppenübungsplatzes geräumt.
Nach der Deutschen Wiedervereinigung übernahm die Bundeswehr den Truppenübungsplatz. Im November des Folgejahres führte sie darauf das erste Gefechtsschießen durch.
Mitte der 1990er wurde eine Tagebaubetriebsstraße unter dem Namen Spreestraße zur öffentlichen Kreisstraße ausgebaut. Von der Bundeswehr wurden dabei einige Auflagen festgeschrieben, deren markanteste Erscheinungsform drei gepflasterte Panzerübergänge waren, von denen der erste 2012 an eine Panzerstraße angebunden wurde. Im Zuge von Bauarbeiten zur Verfüllung ehemaliger Tagebau-Filterbrunnen erhielt die Straße in den Jahren 2018–2021 etappenweise eine neue Fahrbahndecke, dabei wurden auch die Pflasterstreifen entfernt.

## Internationale Nutzung

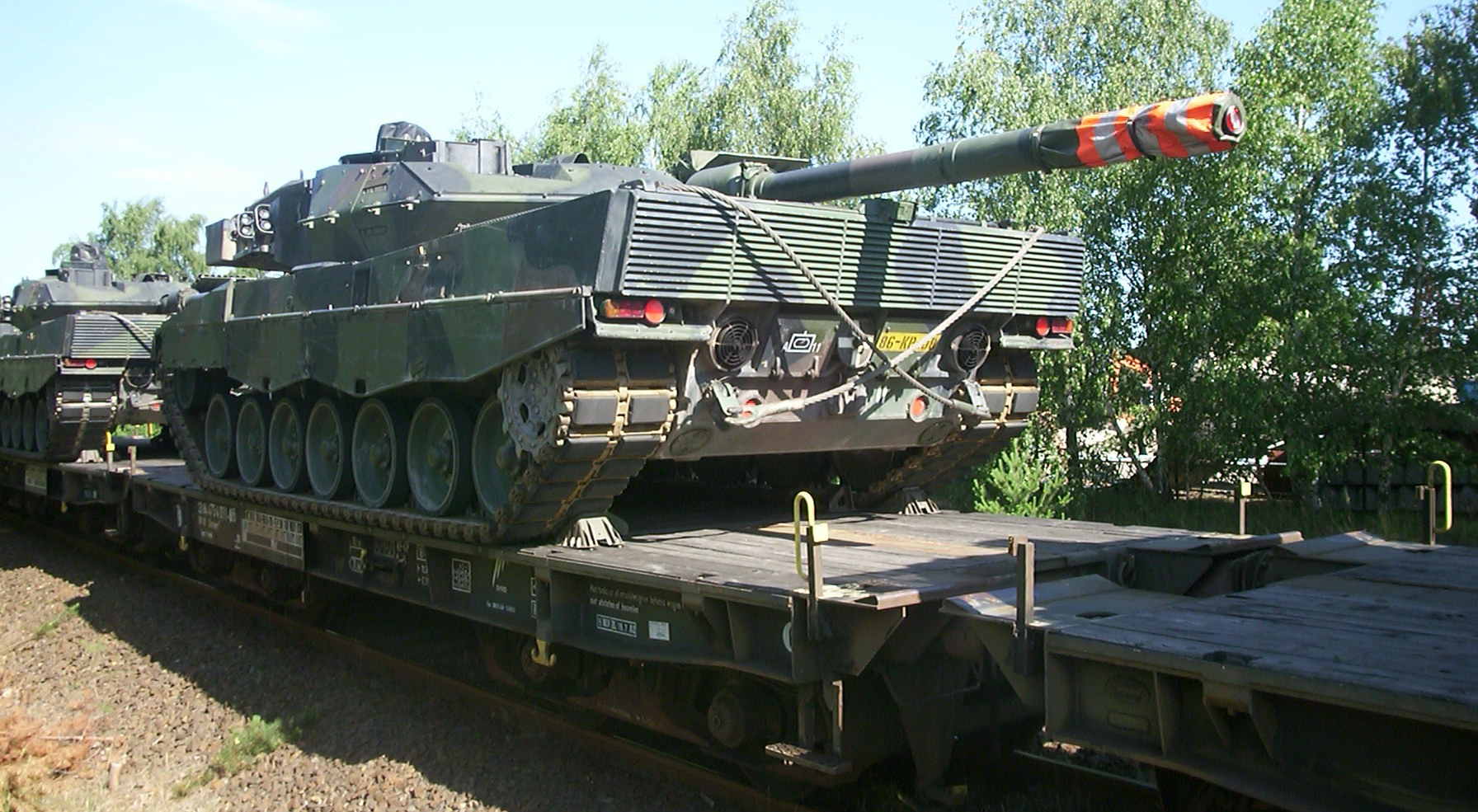
Ein Zug mit Panzern des Typs Leopard 2A6 NL der Koninklijke Landmacht im Juni 2007 auf dem Weg zum Truppenübungsplatz Oberlausitz

Bereits von der NVA wurde der Truppenübungsplatz mit allen Waffen der Landstreitkräfte sowie durch Luftstreitkräfte genutzt. Die Bundeswehr hat neben dem regulären Übungsbetrieb mehrere Manöver mit NATO-Bündnispartnern durchgeführt. Der Transport der Fahrzeuge erfolgt dabei oftmals über die Bahnstrecke Berlin–Görlitz, die in Weißkeißel einen rein militärisch genutzten Verladebahnhof hat.
Ab 2015 wurden am Truppenübungsplatz Oberlausitz bis zu vierzehn Wochen pro Jahr bis zu neunzig Angehörige der Streitkräfte Singapurs ausgebildet. Auch die indonesische Armee übt hier mit Leopard-Panzern.

## Wappen
Das Wappen des Truppenübungsplatzes Oberlausitz ist in Weiß und Grün, den Farben der sächsischen Fahne, gehalten. Der auf der linken Seite symbolisierte Seeadler ist auf dem Truppenübungsplatz seit Jahren heimisch, regional jedoch untypisch. Das auf der rechten Seite abgebildete Wappen der Stadt Weißwasser stellt einen symbolischen Bezug zur Region her. In der unteren Hälfte ist das Symbol der Feuerwerker abgebildet, das die Haupttätigkeit symbolisiert.

## Der Truppenübungsplatz als Wolfsrevier
Seit 1996 wurden immer wieder einzelne Wölfe gesichtet, die über die Lausitzer Neiße aus Polen kamen. Etwa 1998 hat sich ein Pärchen auf dem weiträumigen Gelände niedergelassen. Da sie dort relativ ruhig leben können, hat sich die Population der einzigen freilebenden Wölfe Deutschlands in den folgenden Jahren stetig erhöht, so dass etwa um das Jahr 2005 ein zweites Rudel auszumachen war. Ein großer Teil der heute in Deutschland lebenden Wölfe lässt sich auf zwei weibliche Individuen zurückführen, die Töchter FT1 „Sunny“ und FT3 „Einauge“ des ersten Rudels von diesem Truppenübungsplatz.